# برستون كينغ
برستون كينغ (بالإنجليزية: Preston King)‏ هو محامي وسياسي أمريكي، ولد في 14 أكتوبر 1806 في الولايات المتحدة، وتوفي في 12 نوفمبر 1865 في نفس البلد. حزبياً، نشط في الحزب الديمقراطي والحزب الجمهوري. وقد انتخب عضو جمعية ولاية نيويورك وانتخب عضو مجلس النواب الأمريكي وانتخب عضو مجلس الشيوخ الأمريكي.

## روابط خارجية
- برستون كينغ على موقع إن إن دي بي (الإنجليزية)